# Las Enramadas
Las Enramadas är en ort i Mexiko.   Den ligger i kommunen Peñamiller och delstaten Querétaro Arteaga, i den centrala delen av landet, 190 km norr om huvudstaden Mexico City. Las Enramadas ligger 1 279 meter över havet och antalet invånare är 491.
Terrängen runt Las Enramadas är varierad. Las Enramadas ligger nere i en dal. Runt Las Enramadas är det ganska glesbefolkat, med 38 invånare per kvadratkilometer. Närmaste större samhälle är Pinal de Amoles, 17,8 km nordost om Las Enramadas. Trakten runt Las Enramadas består i huvudsak av gräsmarker.